# Беларусь (тип судов)
«Беларусь» (проект 1709Р) — теплоход на подводных крыльях, предназначенный для скоростных пассажирских перевозок на пригородных и местных линиях в верховьях рек протяжённостью до 320 км. Отличается очень малой осадкой при ходе на подводных крыльях (30 сантиметров). Выпускался в двух модификациях: с частично погруженным гребным винтом и с водомётным движителем («Беларусь-В»).

## История
После того как было налажено серийное производство судов на подводных крыльях для озёр, морей и больших рек, в ЦКБ по СПК (Горький) принялись за разработку СПК для малых рек. Сначала решили модифицировать СПК «Ракета» с целью уменьшить осадку, и некоторое время наряду с обычными «Ракетами» выпускалась «Ракета-М». Однако этого было недостаточно, поэтому в 1962 году было создано экспериментальное СПК «Чайка» с ещё меньшей осадкой. Как продолжение этих двух проектов было сконструировано и запущено в серию мелкосидящее СПК «Беларусь».
Столь малая осадка достигалась, в основном, благодаря кардинальной модификации движительно-рулевого комплекса серийного СПК, при котором гребной винт специальной конструкции располагался выше крыльевой системы и работал в зоне гребня кормового крыла в условиях неполного погружения. Также менялась конструкция рулей для улучшения управляемости судна. Это позволяло уменьшить осадку как при ходе на крыльях, так и в водоизмещающем положении в 2—3 раза по сравнению с обычными судами на подводных крыльях.
Суда строились на Гомельском судостроительном заводе (Гомель, Беларусь). Построено 28 единиц. В 1980-х годах были заменены более современными СПК проекта 17091 «Полесье».
На 2016 год сохранилось одно судно в нерабочем состоянии («Беларусь-2» 1966 года постройки); оно находится в Нижнем Новгороде.

## Конструкция
Корпус СПК, изготовленный из дюралюминия марки Д16, имеет упрощённые обводы и разделён шестью поперечными переборками, две из которых (машинного отделения и форпика) — водонепроницаемые. Ходовая рубка расположена на крыше, в носовой части, и полуутоплена в надстройку. За ней расположен тамбур для посадки и высадки пассажиров, далее — салон на 40 мест, в кормовой части которого есть ещё один выход (на тентовую палубу). Вдоль каждого борта расположены шесть трёхместных и одно двухместное кресло. Стёкла из плексигласа установлены на уплотнительном резиновом жгуте, фрамуги окон в салоне открываются; лобовое стекло в рубке также выполнено открывающимся. Машинное отделение находится в кормовой части судна, под тентовой палубой; в последней имеется люк для установки и снятия двигателя. Конструкция корпуса клёпаная; некоторые узлы, изготовленные из алюминиево-магниевых сплавов, сварены аргонно-дуговой сваркой.

### Крыльевое устройство
Теплоход оборудован носовым и кормовыми крыльями, а также бортовыми закрылками. Профиль крыльев и закрылков — плоско-выпуклый с острой передней кромкой. Крылья крепятся к корпусу стойками. Все детали крыльев и стойки сварены из плит алюминиево-магниевого сплава.

### Силовая установка
На теплоходе установлен двенадцатицилиндровый V-образный дизельный двигатель М400 производства завода «Звезда». Двигатель подсоединён к валопроводу; для торможения судна и заднего хода используется реверс-редуктор. Запуск дизеля — пневматический и может производиться как из рубки, так и из машинного отделения. Воздух для пуска поступает из баллонов, заполняемых с берега через приёмный штуцер на палубе.

#### «Беларусь-В»
На СПК этого типа вместо гребного винта установлен водомётный движитель. Управление осуществляется с помощью рулевых створок на его выходе; для заднего хода створки перекрывают выход водомёта, и водный поток направляется в сторону носа.